# أليكسي بافلوف
أليكسي بافلوف (الروسية: Павлов, Алексей Петрович) (و. 1854 – 1929 م) هو جيولوجي، من الإمبراطورية الروسية، ولد في موسكو، كان عضوًا في الأكاديمية الروسية للعلوم، والأكاديمية الألمانية للعلوم ليوبولدينا، توفي في باد تولز، عن عمر يناهز 75 عاماً.

## التعليم
تعلم في جامعة موسكو الحكومية.

## مناصب وهيئات
أدار جامعة موسكو الحكومية.